# 蹄铁湾

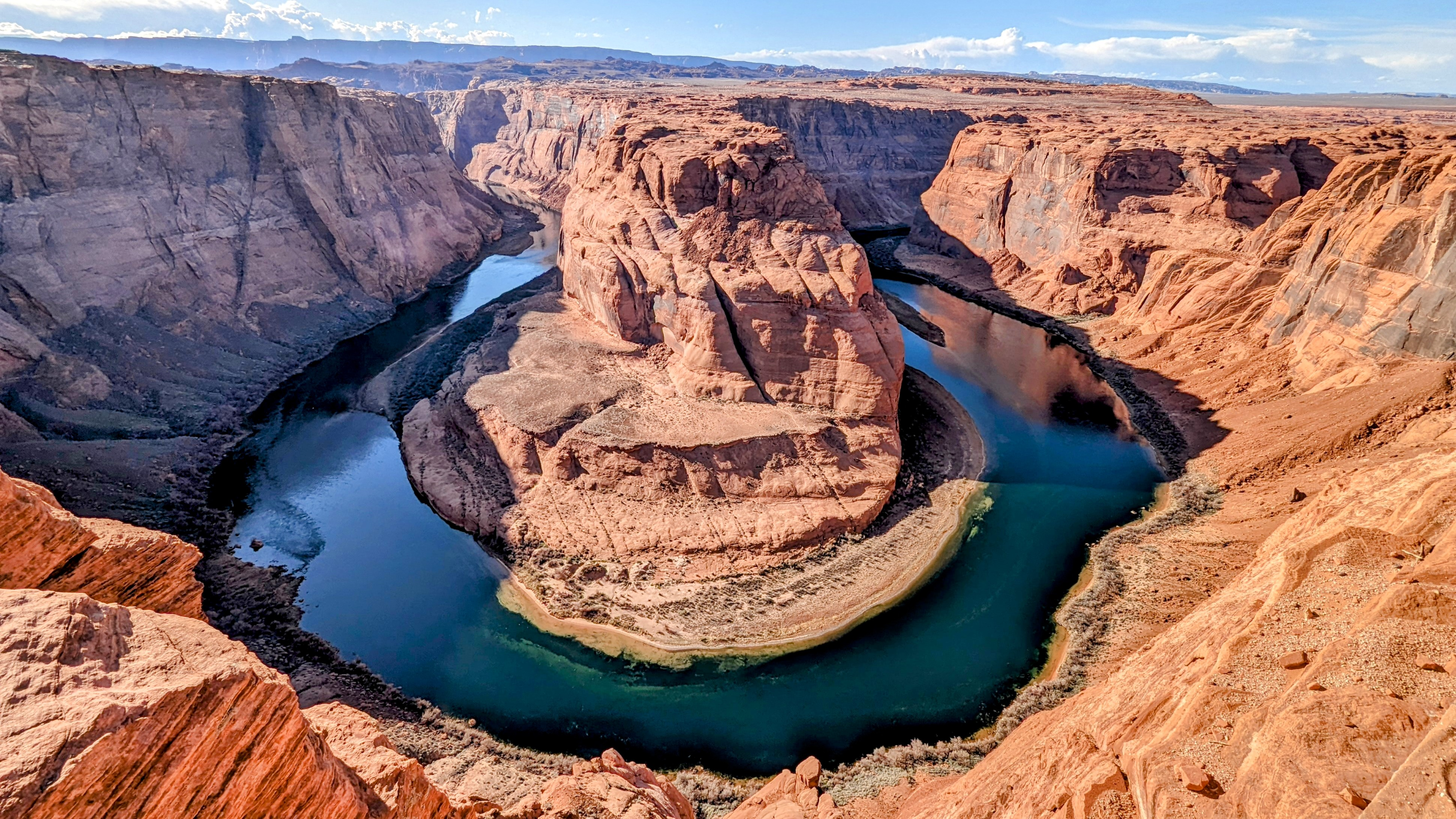
马蹄湾 (2023)

马蹄湾（英語：Horseshoe Bend），又譯蹄铁湾，位於美国亚利桑那州可可尼諾縣，是科罗拉多河靠近佩吉市的一个马蹄形弯曲，坐落在格伦峡谷水坝和鲍威尔湖的下游，距佩吉市6公里。从89號美國國道徒步1.2公里可以抵达蹄铁湾，陡峭的悬崖上方是最佳观景位置。悬崖上方的海拔为4,200英尺（1,300），科罗拉多河海拔3,200英尺（980），落差达1,000英尺（300）。

## 另見
- 穿入蛇行（Entrenched river）
- 河跡湖

36°52′46″N 111°30′50″W / 36.87944°N 111.51389°W